# Shaggy
Orville Richard Burrell (Kingston, 22 oktober 1968) is een Jamaicaans-Amerikaanse reggae- en dancehallartiest, beter bekend onder zijn artiestennaam Shaggy.

## Biografie
Shaggy migreerde op jonge leeftijd naar de Verenigde Staten. Hij ging wonen in New York, in het stadsdeel Brooklyn.
In 1988 ging hij bij de United States Marine Corps en deed hij mee aan Operatie Desert Storm in Irak tijdens de Golfoorlog.
Toen hij terugkwam uit Irak, besloot hij zijn tijd aan muziek te besteden. In 1993 volgde zijn eerste hit: "Oh Carolina", een dancehall cover van een ska-hit van de Folkes Brothers.
Hetzelfde jaar kwam Shaggy op het album Kenny Dope genaamd "The Unreleased Project".
Zijn volgende hit was "Boombastic" in 1995. Toen stopte hij even met muziek maar kwam in 2001 terug met de nummer 1-hits, "It Wasn't Me" en "Angel". Het album van Shaggy waar deze tracks op stonden heette "Hot Shot". Het album stond lange tijd op nummer 1 in de album top 100. Echter zijn volgende albums Lucky Day (2002) en Clothes Drop (2005) kwamen nooit zo hoog in de lijsten als Hot Shot. In 2007 figureert Shaggy als een van de verleiders in de Nederlandse versie van het televisieprogramma Temptation Island.
In januari 2008 trad hij samen met Natalia & En Vogue op in het Antwerpse Sportpaleis. (Natalia meets En Vogue feat. Shaggy)

## Discografie

### Albums
| Album met eventuele hitnotering(en) in de Nederlandse Album Top 100 | Datum van verschijnen | Datum van binnenkomst | Hoogste positie | Aantal weken | Opmerkingen   |
| ------------------------------------------------------------------- | --------------------- | --------------------- | --------------- | ------------ | ------------- |
| Pure pleasure                                                       | 1993                  | 31-07-1993            | 56              | 8            |               |
| Original doberman                                                   | 1994                  | -                     |                 |              |               |
| Boombastic                                                          | 1995                  | 21-10-1995            | 33              | 7            |               |
| Midnite lover                                                       | 1997                  | -                     |                 |              |               |
| Hot shot                                                            | 2000                  | 24-02-2001            | 3               | 63           | Platina       |
| Hot shot ultramix                                                   | 2002                  | -                     |                 |              |               |
| Mr. lover lover - The best of Shaggy...Part 1                       | 2002                  | -                     |                 |              | Verzamelalbum |
| Lucky day                                                           | 2002                  | 16-11-2002            | 46              | 18           |               |
| The essential Shaggy                                                | 2003                  | -                     |                 |              |               |
| Boombastic hits                                                     | 2003                  | -                     |                 |              |               |
| Clothes drop                                                        | 2005                  | -                     |                 |              |               |
| Intoxicaton                                                         | 2007                  | -                     |                 |              |               |

| Album met hitnotering(en) in de Vlaamse Ultratop 200 albums | Datum van verschijnen | Datum van binnenkomst | Hoogste positie | Aantal weken | Opmerkingen   |
| ----------------------------------------------------------- | --------------------- | --------------------- | --------------- | ------------ | ------------- |
| Hot shot                                                    | 2000                  | 07-04-2001            | 9               | 21           |               |
| Best of Shaggy - The boombastic collection                  | 2008                  | 06-09-2008            | 50              | 5            | Verzamelalbum |

### Singles
| Single met eventuele hitnotering(en) in de Nederlandse Top 40 | Datum van verschijnen | Datum van binnenkomst | Hoogste positie | Aantal weken | Opmerkingen                                                           |
| ------------------------------------------------------------- | --------------------- | --------------------- | --------------- | ------------ | --------------------------------------------------------------------- |
| Oh Carolina                                                   | 1993                  | 20-03-1993            | 6               | 11           | Radio 3 Megahit                                                       |
| Soon Be Done                                                  | 1993                  | 17-07-1993            | tip12           | -            |                                                                       |
| In the Summertime                                             | 1995                  | 19-08-1995            | 23              | 5            | met Rayvon                                                            |
| Boombastic                                                    | 1995                  | 30-09-1995            | 4               | 11           |                                                                       |
| Why You Treat Me So Bad                                       | 1995                  | 20-01-1996            | tip8            | -            | met Grand Puba                                                        |
| That Girl                                                     | 1996                  | 03-08-1996            | 26              | 4            | met Maxi Priest                                                       |
| Dance & Shout                                                 | 2000                  | -                     |                 |              |                                                                       |
| It Wasn't Me                                                  | 2001                  | 17-02-2001            | 1(7wk)          | 17           | met RikRok / Alarmschijf                                              |
| Angel                                                         | 2001                  | 23-06-2001            | 1(7wk)          | 14           | met Rayvon / Alarmschijf                                              |
| Luv Me, Luv Me                                                | 2001                  | 13-10-2001            | 27              | 4            | met Samantha Cole                                                     |
| Christmas in Jamaica                                          | 2001                  | 15-12-2001            | tip22           | -            | met Toni Braxton                                                      |
| Hope                                                          | 2002                  | 23-02-2002            | 16              | 10           | met Prince Mydas                                                      |
| Me Julie                                                      | 2002                  | 20-04-2002            | 5               | 9            | met Ali G                                                             |
| Hey Sexy Lady                                                 | 2002                  | 02-11-2002            | 3               | 16           | met Brian & Tony Gold                                                 |
| Strength of a Woman                                           | 2003                  | 22-02-2003            | tip6            | -            |                                                                       |
| Feel the Rush (Mascots song)                                  | 2008                  | 21-06-2008            | tip3            | -            | met Trix & Flix                                                       |
| I Need Your Love                                              | 2014                  | 29-08-2015            | 8               | 21           | met Mohombi, Faydee & Costi / Alarmschijf                             |
| Don't You Need Somebody                                       | 2016                  | 04-06-2016            | tip3            | -            | met Red One, Enrique Iglesias, R. City & Serayah                      |
| Banana                                                        | 2020                  | 13-06-2020            | 1(5wk)          | 14           | met Conkarah / Alarmschijf                                            |
| Early in the Morning                                          | 2021                  | 15-05-2021            | 3               | 20           | met Kris Kross Amsterdam & Conor Maynard / Nr. 3 in de Single Top 100 |

| Single met hitnotering(en) in de Vlaamse Ultratop 50 | Datum van verschijnen | Datum van binnenkomst | Hoogste positie | Aantal weken | Opmerkingen                                      |
| ---------------------------------------------------- | --------------------- | --------------------- | --------------- | ------------ | ------------------------------------------------ |
| Oh Carolina                                          | 1992                  | 17-04-1993            | 4               | 13           |                                                  |
| In the Summertime                                    | 1995                  | 15-07-1995            | 32              | 9            | met Rayvon                                       |
| Boombastic                                           | 1995                  | 30-09-1995            | 4               | 18           |                                                  |
| It Wasn't Me                                         | 2001                  | 24-02-2001            | 1(4wk)          | 21           | met RikRok                                       |
| Angel                                                | 2001                  | 16-06-2001            | 1(4wk)          | 18           | met Rayvon                                       |
| Luv Me, Luv Me                                       | 2001                  | 03-11-2001            | 15              | 9            | met Samantha Cole                                |
| Hope                                                 | 2002                  | 16-03-2002            | 26              | 10           | met Prince Mydas                                 |
| Me Julie                                             | 2002                  | 27-04-2002            | 3               | 18           | met Ali G                                        |
| Hey Sexy Lady                                        | 2002                  | 02-11-2002            | 3               | 20           | met Brian & Tony Gold                            |
| Strength of a Woman                                  | 2003                  | 29-03-2003            | 26              | 7            |                                                  |
| Wild 2nite                                           | 2005                  | 17-09-2005            | tip8            | -            | met Olivia                                       |
| Feel like Making Love                                | 2007                  | 03-11-2007            | tip22           | -            | met Lumidee                                      |
| Feel the Rush (Mascots song)                         | 2008                  | 26-07-2008            | 22              | 13           | met Trix & Flix                                  |
| Fly High                                             | 2009                  | 15-08-2009            | tip4            | -            | met Gary 'Nesta' Pine                            |
| I Wanna                                              | 2010                  | 17-04-2010            | 24              | 10           | met Bob Sinclar & Sahara                         |
| Girls Just Wanna Have Fun                            | 2012                  | 01-09-2012            | 39              | 4            | met Eve                                          |
| Keep Cool (Life Is What)                             | 2013                  | 21-12-2013            | tip38           | -            | met Major Lazer & Wynter Gordon                  |
| I Need Your Love                                     | 2015                  | 05-09-2015            | tip38           | -            | met Mohombi, Faydee & Costi                      |
| Don't You Need Somebody                              | 2016                  | 11-06-2016            | tip             | -            | met Red One, Enrique Iglesias, R. City & Serayah |
| Let Me Love You                                      | 2016                  | 18-06-2016            | tip             | -            | met DJ Rebel & Mohombi                           |
| Don't Make Me Wait                                   | 2018                  | 03-02-2018            | tip             | -            | met Sting                                        |
| Gotta Get Back My Baby                               | 2018                  | 03-11-2018            | tip             | -            | met Sting & Maître Gims                          |
| Banana                                               | 2020                  | 13-06-2020            | 7               | 16           | met Conkarah                                     |
| Early in the morning                                 | 2021                  | 10-07-2021            | 11              | 15           | met Kris Kross Amsterdam & Conor Maynard         |

### Dvd's
| Dvd's met hitnoteringen in de Vlaamse Ultratop muziek-dvd top 10/20 | Datum van verschijnen | Datum van binnenkomst | Hoogste positie | Aantal weken | Opmerkingen            |
| ------------------------------------------------------------------- | --------------------- | --------------------- | --------------- | ------------ | ---------------------- |
| Natalia meets En Vogue ft. Shaggy                                   | 2008                  | 01-11-2008            | 1(4wk)          | 30           | met Natalia & En Vogue |

- Bibsys: 7078945
- Bibliothèque nationale de France: cb139660464 (data)
- Gemeinsame Normdatei: 134819004
- International Standard Name Identifier: 0000 0000 7839 2244
- Library of Congress Control Number: no97051012
- MusicBrainz: fc63d806-ca89-4ea3-a404-ee6de695743f
- Nationale Bibliotheek van Tsjechië: xx0227161
- Nationale Bibliotheek van Polen: a0000002367202
- Réseau des bibliothèques de Suisse occidentale: 02-A005789398
- Système universitaire de documentation: 085676101
- Virtual International Authority File: 34064378